# اسحاق میزراحی
اسحاق میزراحی (انگلیسی: Isaac Mizrahi؛ زادهٔ ۱۴ اکتبر ۱۹۶۱) طراحی مد وطراح لباس اهل ایالات متحده آمریکا است.
از فیلم‌ها یا برنامه‌های تلویزیونی که وی در آن به عنوان طراح لباس نقش داشته‌است می‌توان به مردان سیاه‌پوش، پایان هالیوودی، برای عشق یا پول، زیپ را بازکن و ستاره مشهور اشاره کرد.